# 水管工
水管工是一種專門從事安裝及維修水管系統，包括食水、污水及排水系統的職業。

## 歷史
水管工的英語可追溯至羅馬帝國時期 。鉛的拉丁語是。因為羅馬人的管道和排水管中均會使用鉛，有些屋頂甚至會用鉛覆蓋。鉛同時也用於管道和製造浴室 。
從中世紀威斯敏斯特宮修理屋頂的施工記錄中可以看出，任何從事鉛加工的人都被稱為「plumber」。施工記錄形容水管工「用鉛覆蓋貯藏室的屋頂，以及小廳屋頂的各種缺陷」 。因此，具有鉛加工專業知識的人初頭被稱為「plumbarius」，後來簡稱為「plumber」。

## 工作內容

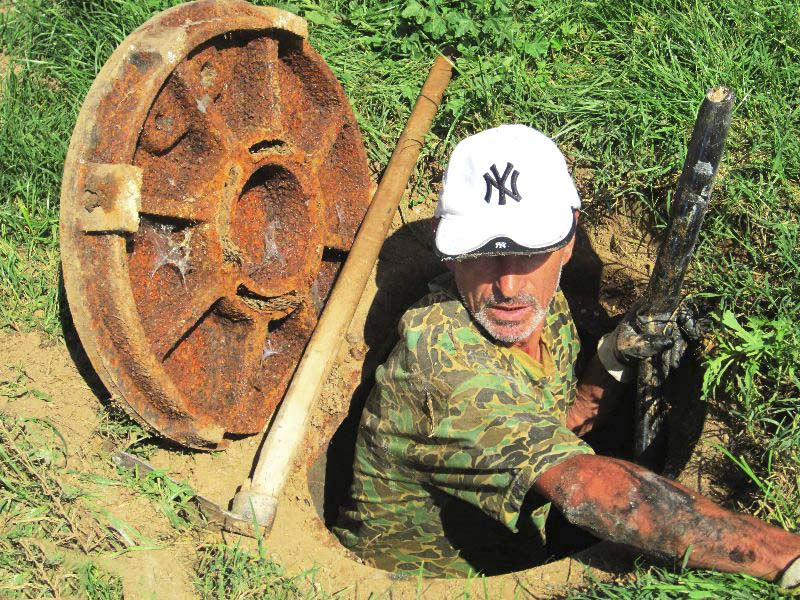
水管工正從沙井離開下水道

要成為一個熟練的水管工，需要多年訓練及工作經驗。某些國家及地區更要求水喉匠必須獲得許可。日常水管工需要：
- 閱讀圖則和規格，以決定供水，污水和通風系統的佈局
- 找出管道設備和系統中的故障，並正確診斷故障原因
- 安裝，維修和保養家用，商用和工業用水管裝置和系統
- 連接管道，定位和標記位置
- 使用工具測量、切割、彎曲和穿線管道
- 使用各種零件，將管道和配件焊接在一起
- 使用氣壓表和水壓表測試管道是否有洩漏問題
- 認識法律對水管的法規和確保施工安全
- 確保工程符合安全標準和建築法規

## 各地規管

### 美國
美國每個州和地區可能都有自己不同的水管工許可制度和稅收計劃。一些州會分別發出水喉匠或水喉技工執照，而其他州則僅發出熟手水管工執照。要得到水管工執照，水管工要接受培訓，經驗達到一定標準。多數需要通過考試。聯邦法律沒有強制規定水管工需要有許可證。

### 加拿大
在加拿大，牌照制度因省而異。但是各省有共同製定牌照指南，確保所有省份的學徒培訓標準一致。「Red Seal」計劃是一項評估加拿大技工技能的計劃。擁有「Red Seal」證書代表該技工的能力水平符合該行業的國家標準。

### 英國
英國國家職業資格證書 於2008年前為英國主要的水管工認證制度，但後來被「資歷與學分架構」取代。2015年，英國設立資歷架構取代「資歷與學分架構」。英國的水管工需要通過英国伦敦城市行业协会的二級及三級資歷。除了英国伦敦城市行业协会，培生集團亦有提供水管工資歷考試。

### 愛爾蘭
水管學徒需要通過4年學徒制和資格考試才能成為專業水管工。通過資格考試對企業認證一名水管工的信譽和經驗很有幫助。愛爾蘭亦有水管工協會，方便顧客尋找有信譽的水管工。

### 香港
香港《水務設施條例》規定只有「持牌水喉匠」或「註冊水喉技工」才可以建造、安裝、保養、更改、修理或拆除消防供水系統或內部供水系統。香港政府亦有設立水喉匠牌照諮詢委員會，專門處理水喉匠牌照事宜。

## 危險
水管工面對很多類型的危險，例如異物入眼，肌肉會勞損和扭傷，皮膚會割傷、瘀傷、挫傷、燒傷和燙傷，甚至會骨折和疝氣 。
如果於密閉空間工作，水管工可能面臨在空氣中浮游的鉛和石棉，吸入過多可能分別導致鉛中毒及肺塵病。如果於高空工作，有可能從高空失足墮下。
另外，水管工在修理污水系統時有機會接觸排泄物，有感染各種傳染病的危險。例如微生物可以透過患者的糞便或嘔吐中排泄到廁所，從而污染排污管。導致各種傳染性疾病，例如霍亂、傷寒、肝炎、脊灰、隱孢子蟲病、蛔虫病及血吸蟲病。

## 知名水管工
- 瑪利歐（日语：マリオ）：為日本電子遊戲製造商任天堂研發的一款吉祥物，為瑪利歐系列的主角。
- 路易吉（日语：ルイージ）：為瑪利歐系列主角瑪利歐的雙胞胎弟弟。兩者於遊戲中的角色設定均為水管工。
- 管道工喬（英語：Joe the Plumber）：一名因於2008年美国总统选举期間向巴拉克·奧巴馬提問而成名的水管工。現時為一名政治評論員。

- 林德深：香港一名持牌水喉匠，負責2015年香港食水管道含重金屬超標事件中4個屋邨的水喉工程，為首個被水務署點名指其涉事的水喉匠[17]。

## 資料來源
1. ↑  Whitney, William D., ed.. "Trade." Def, 7. The Century Dictionary: An Encyclopedic Lexicon of the English Language vol. 8. New York. The Century Co. 1895. 6,415. Print.
2. ↑  Employment and Occupations in the Skilled Trades in Michigan 的存檔，存档日期2017-12-01., Michigan Department of Technology, Management, and Budget, Bureau of Labor Market Information and Strategic Initiatives (June 2013).
3. ↑  Pulsifer, William H. Notes For a History of Lead, New York University Press, 1888 pp. 132, 158
4. ↑  .   [2020-09-03]. （原始内容存档于2020-08-19）.
5. ↑  Historical production and uses of lead. ila-lead.org
6. ↑  EW Wedlake; J Britton. . . J B Nichols and son. 1836: 122  [28 June 2010].
7. ↑  . www.howtobecome.com.   [2020-09-03]. （原始内容存档于2019-08-29） （英语）.
8. ↑  . U.S. Bureau of Labor Statistics. 1 November 2016  [1 November 2016]. （原始内容存档于2020-08-28）.
9. ↑  Canada, Employment and Social Development. . www.red-seal.ca.   [2020-09-03]. （原始内容存档于2020-08-02）.
10. ↑  . Local Heroes.   [27 February 2018]. （原始内容存档于2018-06-12）.
11. ↑  . www.aphci.ie.   [2020-09-03]. （原始内容存档于2019-03-26）.
12. ↑  . www.wsd.gov.hk.   [2020-09-03]. （原始内容存档于2019-10-22）.
13. ↑   (PDF).   [2020-09-03]. （原始内容存档 (PDF)于2017-05-28）.
14. ↑  .   [2020-09-03]. （原始内容存档于2019-08-29）.
15. ↑  . 頭條日報. 2020-08-08  [2020-09-03]. （原始内容存档于2020-09-03）.
16. ↑  .   [2020-09-03]. （原始内容存档于2020-07-09）.
17. ↑  . 香港01. 2016-05-31  [2020-09-03]. （原始内容存档于2020-09-03）.